# Crotalaria lukomae
Crotalaria lukomae är en ärtväxtart som beskrevs av Baker f.. Crotalaria lukomae ingår i släktet sunnhampor, och familjen ärtväxter. Inga underarter finns listade i Catalogue of Life.